# Cuvilly
Cuvilly és un municipi francès, situat al departament de l'Oise i a la regió dels Alts de França. L'any 2007 tenia 604 habitants.

## Demografia

### Població
El 2007 la població de fet de Cuvilly era de 604 persones. Hi havia 208 famílies de les quals 40 eren unipersonals (24 homes vivint sols i 16 dones vivint soles), 56 parelles sense fills, 92 parelles amb fills i 20 famílies monoparentals amb fills.
La població ha evolucionat segons el següent gràfic:
Habitants censats

### Habitatges
El 2007 hi havia 251 habitatges, 216 eren l'habitatge principal de la família, 19 eren segones residències i 16 estaven desocupats. 238 eren cases i 11 eren apartaments. Dels 216 habitatges principals, 170 estaven ocupats pels seus propietaris, 41 estaven llogats i ocupats pels llogaters i 5 estaven cedits a títol gratuït; 4 tenien una cambra, 12 en tenien dues, 26 en tenien tres, 71 en tenien quatre i 103 en tenien cinc o més. 172 habitatges disposaven pel capbaix d'una plaça de pàrquing. A 106 habitatges hi havia un automòbil i a 94 n'hi havia dos o més.

### Piràmide de població
La piràmide de població per edats i sexe el 2009 era:
| Homes | Edats   | Dones |
| ----- | ------- | ----- |
| 0     | 95 o +  | 0     |
| 0     | 90 a 94 | 0     |
| 0     | 85 a 89 | 4     |
| 4     | 80 a 84 | 4     |
| 8     | 75 a 79 | 12    |
| 4     | 70 a 74 | 8     |
| 4     | 65 a 69 | 12    |
| 12    | 60 a 64 | 16    |
| 8     | 55 a 59 | 8     |
| 16    | 50 a 54 | 28    |
| 12    | 45 a 49 | 12    |
| 28    | 40 a 44 | 20    |
| 32    | 35 a 39 | 28    |
| 16    | 30 a 34 | 28    |
| 12    | 25 a 29 | 24    |
| 8     | 20 a 24 | 0     |
| 28    | 15 a 19 | 20    |
| 12    | 10 a 14 | 20    |
| 28    | 5 a 9   | 48    |
| 12    | 0 a 4   | 4     |

## Economia
El 2007 la població en edat de treballar era de 394 persones, 279 eren actives i 115 eren inactives. De les 279 persones actives 259 estaven ocupades (154 homes i 105 dones) i 20 estaven aturades (8 homes i 12 dones). De les 115 persones inactives 17 estaven jubilades, 35 estaven estudiant i 63 estaven classificades com a «altres inactius».

### Ingressos
El 2009 a Cuvilly hi havia 214 unitats fiscals que integraven 580 persones, la mediana anual d'ingressos fiscals per persona era de 16.142 €.

### Activitats econòmiques
Dels 26 establiments que hi havia el 2007, 1 era d'una empresa extractiva, 5 d'empreses de fabricació d'altres productes industrials, 3 d'empreses de construcció, 6 d'empreses de comerç i reparació d'automòbils, 3 d'empreses de transport, 4 d'empreses d'hostatgeria i restauració, 1 d'una empresa financera, 1 d'una empresa immobiliària, 1 d'una empresa de serveis i 1 d'una empresa classificada com a «altres activitats de serveis».
Dels 8 establiments de servei als particulars que hi havia el 2009, 3 eren tallers de reparació d'automòbils i de material agrícola, 1 paleta, 1 lampisteria, 1 perruqueria i 2 restaurants.
L'únic establiment comercial que hi havia el 2009 era una botiga de menys de 120 m².
L'any 2000 a Cuvilly hi havia 11 explotacions agrícoles que ocupaven un total de 888 hectàrees.

## Equipaments sanitaris i escolars
El 2009 hi havia una escola elemental integrada dins d'un grup escolar amb les comunes properes formant una escola dispersa.

## Poblacions més properes
El següent diagrama mostra les poblacions més properes.